# جو سوتو
جو سوتو (بالإنجليزية: Joe Soto) هو فنان قتال مختلط أمريكي، ولد في 22 مارس 1987 في بورتيرفيل في الولايات المتحدة.

## وصلات خارجية
- جو سوتو على موقع يو إف سي (الإنجليزية)
- جو سوتو على موقع بيلاتور (الإنجليزية)
- جو سوتو على موقع شيردوغ (الإنجليزية)
- جو سوتو على موقع Tapology.com (الإنجليزية)
- جو سوتو على موقع IMDb (الإنجليزية)